# Contea di Correggio
La Contea di Correggio è stato un antico stato dell'Italia settentrionale esistito da circa il 1452 al 1616.
Fu l'imperatore Federico III nel 1452 a riconoscere ai da Correggio il titolo di conti, delimitando i confini dei loro territori e sottoponendoli alla giurisdizione del Sacro Romano Impero. Nel 1517 Massimiliano I d'Asburgo confermò la contea e autorizzò il diritto di zecca.
I signori crearono una corte sfarzosa, che fu sede di importanti attività diplomatiche e culturali. La frequentarono, tra gli altri, Ludovico il Moro, il poeta Ludovico Ariosto, Pietro Bembo, il Francesco Maria Molza, Bernardo Tasso, Niccolò II da Correggio, Veronica Gambara, Rinaldo Corso, Claudio Merulo e Antonio Allegri detto "il Correggio". Carlo V per due volte visitò la città: nel 1530 e nel 1532.

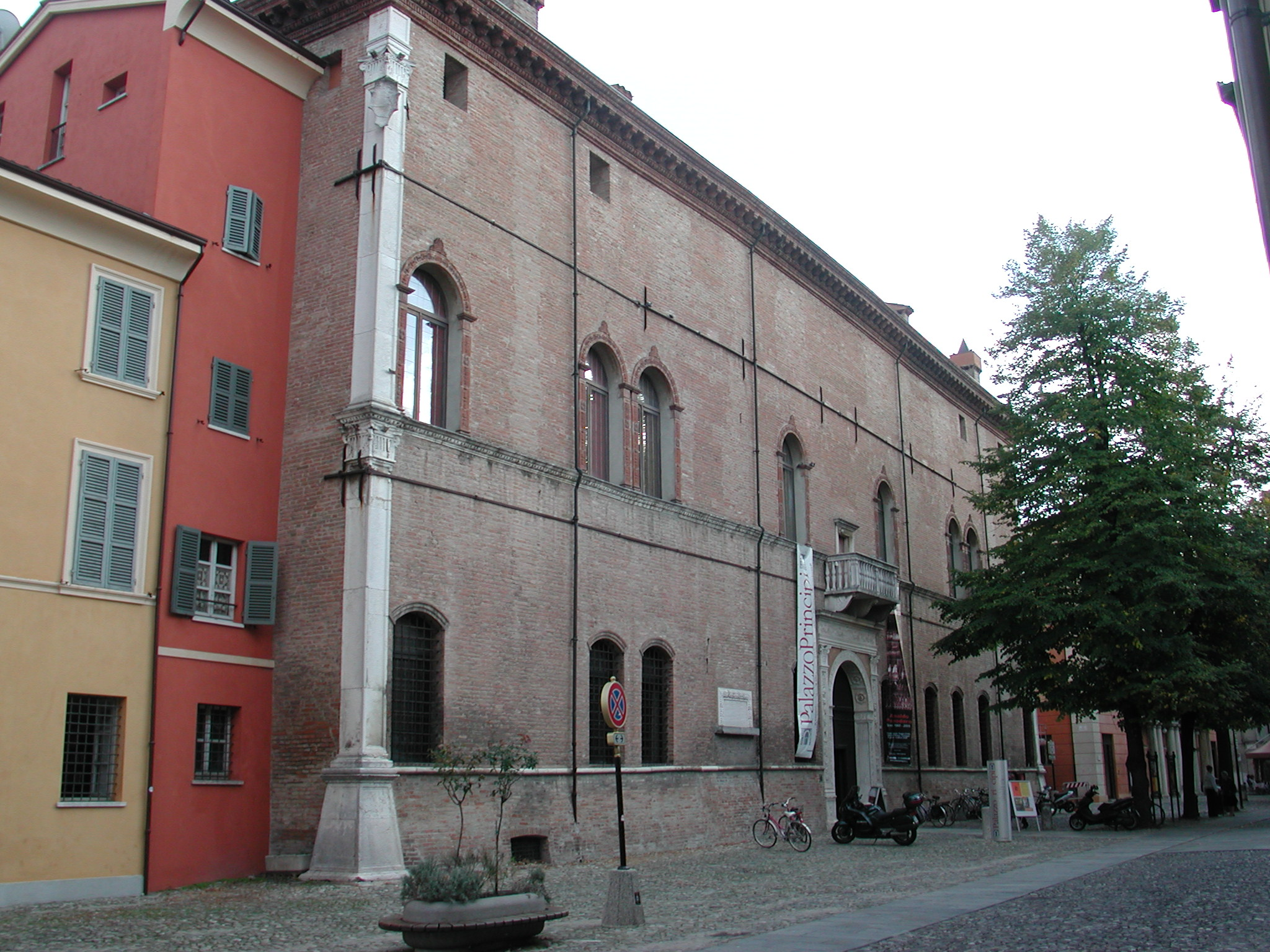
Correggio, Palazzo dei Principi

## Conti di Correggio
- Giberto VI: 1452 – 1455
- Antonio: 1452 – 1469
- Manfredo I: 1452 – 1476
- Niccolò II: 1452 – 1508
- Borso: 1474 – 1504
- Giberto VII: 1476 - 26 agosto 1518
- Giangaleazzo: 1508 – 1517
- Gianfrancesco II: 27 maggio 1517 – 1531
- Manfredo II: 27 maggio 1517 – 20 marzo 1546
- Ippolito: 16 dicembre 1520 – 1552
- Girolamo: 16 dicembre 1520 – 8 ottobre 1572
- Alessandro: 8 ottobre 1572 – 1579; 3 marzo 1580 – 23 ottobre 1591
- Giberto VIII: 1551 – 22 maggio 1580
- Fabrizio: 1551 – 1597
- Camillo: 1551 – 3 giugno 1605
- Siro: 30 marzo 1615 – 13 febbraio 1616, nominato principe di Correggio.[2] Deposto dall'imperatore Ferdinando II d'Asburgo, nel 1635 la città fu aggregata al Ducato di Modena.